# Piotr Hajduk
Piotr Leon Hajduk (ur. 9 czerwca 1971 w Gliwicach) – polski kompozytor, aranżer, wokalista, nauczyciel śpiewu i aktor.

## Życiorys
Profesjonalną karierę rozpoczął w 1990 w musicalu Metro, w którym brał udział od pierwszych przesłuchań. Następnie wyjechał ze spektaklem do USA, gdzie występował na Broadwayu. Związany jest z teatrem Buffo od początku jego działalności pod kierownictwem Janusza Józefowicza. Współpracuje z wieloma teatrami muzycznymi, takimi jak m.in.: Roma i Komedia.
Napisał muzykę do dwóch przedstawień teatralnych, Teatru TV Gwiazdy i Los Człowieka, teleturnieju Galaktyka oraz wielu reklam. Jego muzyka rozbrzmiewała o północy w dniu przystąpienia Polski do Unii Europejskiej (1 maja 2004) na największej imprezie plenerowej (z pokazem ogni sztucznych) w Warszawie.
Równolegle z działalnością twórczą i artystyczną, od 10 lat uczy młodzież i dzieci oraz zajmuje się przygotowaniem strony wokalnej spektakli muzycznych. Przygotowywał rosyjskich wokalistów w Moskwie do moskiewskiej premiery Metra, skład spektaklu Kwiaty we Włosach. Przygotowywał dzieci do premiery spektaklu Piotruś Pan, wystawianego w warszawskiej Romie. Przygotowywał kolejne składy wykonawców Metra w teatrze Buffo. Prowadził zajęcia warsztatowe i był kierownikiem muzycznym wielu festiwali, konkursów i innych form m.in.: Gama, Muszelki Wigier, Obozy artystyczne Studio Buffo, Teatr Pantera.
W pracy posługuje się oryginalnymi metodami, wykształconymi dzięki doświadczeniom zbieranym podczas współpracy z Januszem Józefowiczem, Januszem Stokłosą, Elą Zapendowską, Bilem Youngiem (U.S.A. Broadway – voice coach), Julem Lorancem i wieloma innymi. Stale współpracuje z teatrem muzycznym Studio Buffo, gdzie uczy śpiewu i emisji głosu. Uczył śpiewu uczestników programu Jak oni śpiewają oraz trzeciego sezonu Twoja twarz brzmi znajomo. Jest organizatorem corocznych Wyjątkowych Warsztatów Wokalnych dla młodych amatorów śpiewu w Rabce-Zdroju. Od 2013 roku współpracuje z katowickim teatrem Old Timers Garage przy tworzeniu musicalu The Bricklin Musical – Samochodowa Fantazja. W ekipie odpowiedzialny jest za część muzyczną, gra w spektaklu także jedną z głównych ról.
Od 2016 jest kierownikiem artystycznym zespołu wokalnego Vocalove.